# Universidad Eslava de Bakú
La Universidad Eslava de Bakú (en azerí: Bakı Slavyan Universiteti, en ruso: Бакинский славянский университет; BSU) es una institución de educación superior y universidad pública de Bakú, Azerbaiyán. La institución fue fundada mediante un decreto del Consejo de Comisarios del Pueblo de la Unión Soviética el 2 de febrero de 1946 como Instituto Estatal del Profesorado Akhundov. La universidad fue refundada en 2000 sobre la base del Instituto Pedagógico de Azerbaiyán de Lengua y Literatura Rusa M. Akhundov, tras una reorganización del sistema edicativo azerí.